# Чемпіонат острова Сал з футболу
Чемпіонат острова Сал з футболу або Sal Premier Division — чемпіонат північної частини острова Сал з футболу, який було створено в 2002 році.

## Історія
Переможець кожного розіграшу чемпіонату острова виступає в Чемпіонаті Кабо-Верде кожного сезону.
Чемпіонат острова Сал має найменше клубів у Другому дивізіоні в сезоні 2014/15 років, кожні дивізіони мають по 6 клубів кожен.

## Команди-учасниці Чемпіонату сезону 2014/15
В цьому розділі статті наведено лише клуби які виступають у Першому дивізіоні, команди, які виступають у Другому дивізіоні в цьому розділі не вказані.

### Перший дивізіон
- Академіку
- Академіка
- Жувентуде
- Палмейра
- Санта Марія
- Вердун

## Переможці
- 1979/80 : Вердун
- 1980-83 : невідомо
- 1983/84 : Академіка (Еспаргуш)
- 1984/85 : Палмейра
- 1985/86 : Академіку ду Аеропорту
- 1986/87 : Санта Марія
- 1987/88 : Академіку ду Аеропорту
- 1988/89 : Санта Марія
- 1989/90 : Жувентуде
- 1990/91 : Жувентуде
- 1991/92 : Санта Марія
- 1992/93 : Академіка (Еспаргуш)
- 1993/94 : Академіка (Еспаргуш)
- 1994/95 : Академіку ду Аеропорту
- 1995/96 : Академіка (Еспаргуш)
- 1996/97 : Санта Марія
- 1997/98 : Санта Марія
- 1998/99 : Жувентуде
- 1999/00 : Палмейра
- 2000/01 : Академіка (Еспаргуш)
- 2001/02 : Академіку ду Аеропорту
- 2002/03 : Академіку ду Аеропорту
- 2003/04 : Академіку ду Аеропорту
- 2004/05 : Академіка (Еспаргуш)
- 2005/06 : Академіку ду Аеропорту
- 2006/07 : Академіку ду Аеропорту
- 2007/08 : Академіку ду Аеропорту
- 2008/09 : Санта Марія
- 2009/10 : Академіку ду Аеропорту
- 2010/11 : Академіку ду Аеропорту
- 2011/12 : Жувентуде
- 2012/13 : Академіку ду Аеропорту
- 2013/14 : Вердун
- 2014/15 : Академіку ду Аеропорту

## Чемпіонства по клубах
| Клуб                   | Перемог | Переможні роки                                                               |
| ---------------------- | ------- | ---------------------------------------------------------------------------- |
| Академіку ду Аеропорту | 13      | 1986, 1988, 1995, 2002, 2003, 2004, 2006, 2007, 2008, 2010, 2011, 2013, 2015 |
| Санта Марія            | 7       | 1987, 1989, 1992, 1997, 1998, 2009                                           |
| Академіка (Еспаргуш)   | 6       | 1984, 1993, 1994, 1996, 2001, 2005                                           |
| Жувентуде              | 4       | 1990, 1991, 1999, 2012                                                       |
| Палмейра               | 2       | 1985, 2000                                                                   |
| Вердун                 | 2       | 1980, 2014                                                                   |